# Dorcaschematini
Dorcaschematini — триба жуків-вусачів з підродини ляміїн.

## Опис
Надкрила без поздовжніх кілів по сторонам.

## Систематика
У складі триби:
- Brachyolene
- Brachyolenecamptus
- Cylindrecamptus
- Cylindrepomus
- Dorcaschema
- Microlenecamptus
- Olenecamptus
- Protonarthron